# Herma
Herma is een Duits historisch merk van hulpmotoren voor fietsen.
De bedrijfsnaam was: Herma Motorenbau, Augsburg.
Duitse fabriek die 148cc-hulpmotoren bouwde, die zowel naast het voorwiel als naast het achterwiel gemonteerd konden worden. Volgens sommige bronnen gebeurde dat van 1921 tot 1924, volgens andere pas in 1934.